# Iurie Leancă
Iurie Leancă (ˈjuri.e ˈle̯aŋkə; Cimișlia, 20 ottobre 1963) è un politico moldavo.
È stato primo ministro della Repubblica Moldava dal 2013 al 2015. È stato ministro degli affari esteri e dell'integrazione europea dal 2009 al 2013 nel Governo Filat.